# 74-й Нью-Йоркский пехотный полк
74-й Нью-Йоркский пехотный полк (74th New York Volunteer Infantry Regiment) — представлял собой один из пехотных полков армии Союза во время Гражданской войны в США. Он был одним из полков «Эксельсиорской бригады» Дэниеля Сиклса. Полк прошёл почти все сражения на Востоке и был расформирован 3 августа 1864 года ввиду истечения срока службы. Часть рядовых была переведена в 40-й Нью-Йоркский пехотный полк.

## Формирование
Полк был набран генералом Дэниелем Сиклсом по специальному распоряжению Военного департамента. Он был сформирован в лагере Кэмп-Скотт и между 30 июня и 6 октября был принял на службу в армию США сроком на 3 года. 11 декабря 1861 года полк получил свою нумерацию — «74-й Нью-Йоркский». Его роты были набраны в основном: А и В (частично) — в Питтсбурге, В (частично) — в Нью-Йорке, С — на Лонг-Аленде, D — в Кембриджпорте, E, G, H, I и K — в Нью-Йорке, F — Тидиауте.
Первым командиром полка стал полковник Чарльз Грэм, подполковником Чарльз Бёртис, майором — Уильям Ольмстед.

## Боевой путь
20 августа полк покинул Нью-Йорк и отбыл в Вашингтон, где был размещён в укреплениях и включён в Эксельсиорскую бригаду Дениеля Сиклса. 10 марта полк вместе с бригадой участвовал в наступлении на Манассас, в конце марта и начале апреля действовал около Фредериксберга, а затем был отправлен на Вирджинский полуостров, где 10 апреля полковник Грэм подал в отставку. Полк участвовал в осаде Йорктауна, потеряв при этом одного рядового. 19 апреля подполковник Бёртис стал полковником и возглавил полк. 27 апреля майор Ольмстед покинул полк и стал подполковником 2-го Нью-Йоркского пехотного полка, а на следующий день капитан роты С, Джордж Квартерман, стал майором.
5 мая полк под командованием полковника Бёртиса участвовал в сражении при Уильямсберге. В этом бою было потеряно 49 человек убитыми, 45 человек ранеными (в их числе майор Квартарман), и 48 человек пропавшими без вести. 26 мая полковник Грэм вернулся в армию.
31 мая — 1 июня полк участвовал в сражении при Севен-Пайнс, где потерял 3 человек убитыми и 17 человек ранеными. 25 июня началась Семидневная битва. Полк сражался при Оак-Гроув, Саваж-Стейшен, Глендейле и Малверн-Хилл, потеряв в этих боях 7 человек убитыми, 32 ранеными и 15 пропавшими без вести.
16 августа бригада отправилась в Форт-Монро, откуда была переброшена в Северную Вирджинию вместе со всей дивизией Хукера и 26 августа присоединилась к Вирджинской армии Джона Поупа. В этот же день три дивизии Томаса Джексона совершили рейд в тыл Вирджинской армии, на станцию Манассас. 27 августа Хукер отправил свою дивизию к Манассасу и произошло Сражение при Кэттл-Ран. Основной атакующей силой была бригада Карра, а Эксельсиорская бригада поддерживала её с флангов. В этом бою полк потерял 16 человек убитыми, 20 ранеными и 15 пропавшими без вести.